# Badische IV f
Die Lokomotiven der Gattung IV f der Großherzoglichen Badischen Staatsbahn waren Schnellzuglokomotiven mit der Achsfolge 2'C1' (Pacific). Bei der Deutschen Reichsbahn wurden die Lokomotiven später als Baureihe 182 bezeichnet. Es waren die ersten Pacific-Lokomotiven in Deutschland und nach der wenige Monate zuvor erschienenen Reihe 4500 der Paris-Orléans-Bahn die zweiten in Europa.

## Geschichte
Die Lokomotiven wurden zwischen 1907 und 1913 in vier Lieferserien hergestellt. 1907 wurden drei Exemplare von Maffei gebaut. Die übrigen 32 Lokomotiven wurden dann in drei Serien bei der Maschinenbau-Gesellschaft Karlsruhe in Lizenz hergestellt.
Bereits 1905 hatte Maffei den ausgeschriebenen Wettbewerb für die neue Lokomotive gewonnen. Die Ausarbeitung der Pläne verzögerte sich jedoch bis 1907. Bei der Konstruktion der Lokomotive gelang Maffei eine Synthese der deutschen und amerikanischen Lokbautraditionen. So übernahm man die Achsfolge 2'C1' und den Barrenrahmen aus Amerika, während Vierzylinder-Verbundtriebwerke der Bauart von Borries und die schnittige Konstruktion deutschen Ursprungs sind.
Weil die Lokomotiven sowohl auf der ebenen Rheintalstrecke als auch im Bergland auf der Odenwald- und der Schwarzwaldbahn eingesetzt werden sollten, erhielten sie einen Treibraddurchmesser von nur 1.800 mm. Für den vorgesehenen Betrieb im Flachland erwiesen sie sich als wenig geeignet. Der für Schnellzugdampflokomotiven geringe Treibraddurchmesser führte zu vergleichsweise hohen Drehzahlen. Diese führten zu einer stärkeren Belastung des Triebwerks, so dass es häufig zu Schäden kam. Bei der Nachfolgebaureihe IV h wählte man dann auch konsequenterweise wieder einen Treibraddurchmesser von 2.100 mm. Die Lokomotiven zog bei Versuchsfahrten auf der Ebene einen 460 t schweren Zug mit 110 km/h, bei einer Steigung von 16,3 ‰ einen 194 t schweren Zug mit 55 km/h. Die betrieblich zulässige Höchstgeschwindigkeit wurde auf 100 km/h festgelegt.
Die Deutsche Reichsbahn übernahm 1925 nur noch 22 der 35 gebauten Lokomotiven als Baureihe 18.2. Sie erhielten die Betriebsnummern 18 201, 18 211 bis 18 217, 18 231 bis 18 238 und 18 251 bis 18 256. Bis 1930 wurden die wartungsintensiven Lokomotiven ausgemustert – deutlich früher als die übrigen deutschen Pacific-Baureihen.
Die 1961 von der Deutschen Reichsbahn gebaute 18 201 erhielt ihre Nummer zur Erinnerung an die erste deutsche Pacific-Lokomotive in zweiter Besetzung.

## Konstruktion

Konstruktionszeichnung Bad. IVf

Der Langkessel war genietet und bestand aus drei Schüssen. Auf dem vorderen Kesselschuss saßen der Dampfdom und der Sandkasten. Der Rauchrohrüberhitzer war von der Bauart Schmidt. Der Kessel und die Zylinderblöcke besaßen eine Glanzblechverkleidung. Mit einer Höhe von 2.820 mm an der Mittelachse lag der Kessel verhältnismäßig hoch.
Um eine große Rostfläche unterbringen zu können, wurde diese hinter die Kuppelachsen gerückt. Dadurch war jedoch der Einbau einer Schleppachse notwendig. Die Stehkesselvorder- und -rückwand wurden für eine bessere Schwerpunktlage nach vorn geneigt.
Der Barrenrahmen war 100 mm dick und war aus drei Teilen zusammengeschmiedet.
Zwischen der letzten Kuppelachse und der Schleppachse war ein Lastausgleich eingebaut, der es gestattete, die Reibungsmasse von 49,6 t auf 52,4 t zu erhöhen. Ab der Lieferserie 1912 wurde auf den Einbau dieser Einrichtung verzichtet.
Die Niederdruckzylinder lagen außen, die Hochdruckzylinder innen. Alle vier Zylinder arbeiteten auf die zweite Kuppelachse. Zum Anfahren war eine Anfahrvorrichtung Bauart Maffei mit Füllventilen auf den Niederdruck-Schieberkästen eingebaut.